# Kaleva
Kaleva es una villa ubicada en el condado de Manistee en el estado estadounidense de Míchigan. En el Censo de 2010 tenía una población de 470 habitantes y una densidad poblacional de 164,52 personas por km².

## Geografía
Kaleva se encuentra ubicada en las coordenadas 44°22′20″N 86°0′49″O / 44.37222, -86.01361. Según la Oficina del Censo de los Estados Unidos, Kaleva tiene una superficie total de 2.86 km², de la cual 2.86 km² corresponden a tierra firme y (0%) 0 km² es agua.

## Demografía
Según el censo de 2010, había 470 personas residiendo en Kaleva. La densidad de población era de 164,52 hab./km². De los 470 habitantes, Kaleva estaba compuesto por el 94.68% blancos, el 0.21% eran afroamericanos, el 0.64% eran amerindios, el 0.43% eran asiáticos, el 0% eran isleños del Pacífico, el 1.91% eran de otras razas y el 2.13% pertenecían a dos o más razas. Del total de la población el 5.96% eran hispanos o latinos de cualquier raza.